# Otaria (sous-marin, 1908)
Pour les articles homonymes, voir Otaria (sous-marin).
Le Otaria est un sous-marin italien de la classe Glauco, construit dans les années 1900 pour la Marine royale italienne.

## Caractéristiques
La classe Glauco déplaçaient 160 tonnes en surface et 243 tonnes en immersion. Les sous-marins mesuraient 36,8 mètres, avaient une largeur de 4,32 mètres et un tirant d'eau de 2,5 mètres. Ils avaient une profondeur de plongée de 25 mètres. Leur équipage comptait 2 officiers et 13 sous-officiers et marins.
Pour la navigation de surface, les sous-marins Glauco, Squalo et Narvalo étaient propulsés par quatre moteurs essence FIAT de 600 chevaux-vapeur (cv) (441 kW) (tandis que les Otaria et Tricheco par des moteurs Thornycroft de 800 cv (588 kW)), entraînant deux arbres d'hélices. En immersion, chaque hélice était entraînée par un moteur électrique  Savigliano de 85 chevaux-vapeur (62 kW). Ils pouvaient atteindre 13 nœuds (24 km/h) en surface et 6,2 nœuds (11,4 km/h) sous l'eau. En surface, la classe Glauco avait une autonomie de 225 milles nautiques (416 km) à 10 noeuds (18,5 km/h); en immersion, elle avait une autonomie de 81 milles nautiques (150 km) à 3,5 noeuds (6,4 km/h).
Les sous-marins étaient armés de deux tubes lance-torpilles à l'avant de 45 centimètres  (sauf le Glauco qui en avaient 3 à l'avant), pour lesquels ils transportaient un total de 2 torpilles.

## Construction et mise en service
Le Otaria est construit par le chantier naval de l'Arsenal de Venise (Arsenale di Venezia) de Venise en Italie, et mis sur cale le 1er mai 1905. Il est lancé le 25 mars 1908 et est achevé et mis en service le 1er juillet 1908. Il est commissionné le même jour dans la Regia Marina.

## Histoire du service
Le Otaria suit un entraînement intensif, participant à l'exercice militaire d'août 1908 dans la mer Tyrrhénienne.
Il est ensuite affecté au IVe Escadron de sous-marins basé à Venise. En août 1914, après avoir participé à un autre exercice, il est le sous-marin le mieux entraîné,.
Peu après l'entrée de l'Italie dans la Première Guerre mondiale, il est affecté au Ier Escadron de sous-marins, restant à Venise, avec une période où il est basé à Brindisi. Il est commandé par le lieutenant de vaisseau (tenente di vascello) Emanuele Ponzio,,.
Il opère pour la défense du port de Venise.
En juin 1916, il va former, avec le navire de tête de la classe Glauco: le Glauco, un groupe autonome dans la base de Tarente,.
En janvier 1917, il est à nouveau transféré à Venise, affecté au IIe Escadron de sous-marins et sous le commandement du lieutenant de vaisseau Tarantini,,.
En décembre de la même année, il est redéployé à Porto Corsini, sous le commandement du lieutenant Alberto Marenco di Moriondo (futur Ammiraglio di squadra ou amiral d'escadre),.
Mis en réserve le 30 juin 1918,, il est ensuite désarmé, radié et mis au rebut.
Tout au long de la guerre, il a effectué 46 missions, toutes défensives,.